# 库塞廖
库塞廖（意大利语：Cuceglio），是意大利北部皮埃蒙特大区都灵省的一个市镇。总面积6.9平方公里，总人口1000，人口密度144.9人/平方公里（2010年12月31日）。